# Люблінський національний музей
Національний музей у Любліні ( пол. Muzeum Narodowe w Lublinie ) — один із найстаріших і найбільших музеїв Східної Польщі, розташований у Любліні. Він був створений у 1914 році, а власну будівлю отримав у 1923 році.

## Історія

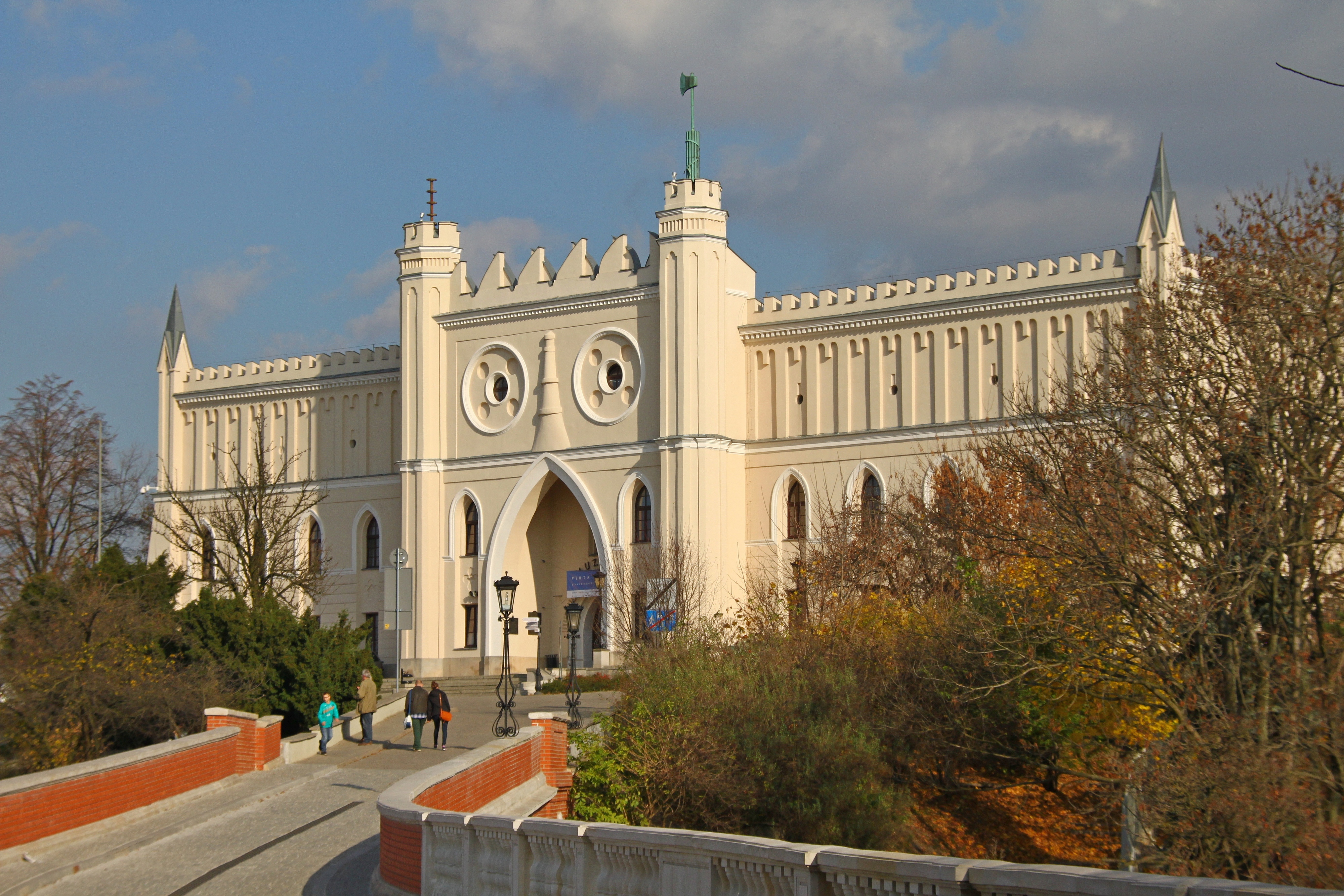
Люблінський замок

Історія Люблінського музею сягає початку 20 століття і пов’язана з Гієронімом Лопаціньським, учителем молодших класів і кореспондентом Академії науки, істориком-аматором, етнографом, бібліофілом і любителем старовини. Завдяки його зусиллям у 1901 році в Любліні було організовано дві виставки. Виставку мистецтва та старожитностей відкрили 4 червня у колишньому Домініканському монастирі. Було зібрано близько 4000 експонатів – гравюри, картини, скульптури, предмети декоративного мистецтва, документи, гравюри, рукописи, артефакти, знайдені під час розкопок, цехові артефакти, зброя, монети, медалі, марки та карти. Промислово-сільськогосподарську виставку відкрили 22 червня етнографічний розділ, де були представлені народні костюми, вироби з дерева та обрядове мистецтво. 
У 1974 році приміщення Люблінського замку було адаптовано для потреб Окружного музею в Любліні, заснованого в 1950 році. Відкрито постійні виставки живопису, декоративно-прикладного мистецтва, зброї, археологічних, етнографічних, нумізматичних артефактів. У 1987 році музей отримав назву Люблінський. 
15 травня 2020 року Люблінський музей був націоналізований, а тому офіційно отримав статус Національного музею, безперешкодно власність музею була передана місцевій владі (пол. Sejmik Województwa ) і переданий у підпорядкування Міністерства культури Польщі. 

## Постійна колекція
Він має постійні колекції для:
- польське та зарубіжне малярство 17-20 ст.;
- польське та зарубіжне декоративне мистецтво;
- польські історичні та батальні картини;
- Художники та народне мистецтво Люблінщини;
- Монети та медалі на польських територіях Х-ХХ ст.;
- Польське та іноземне озброєння 14-20 ст.

## Галерея

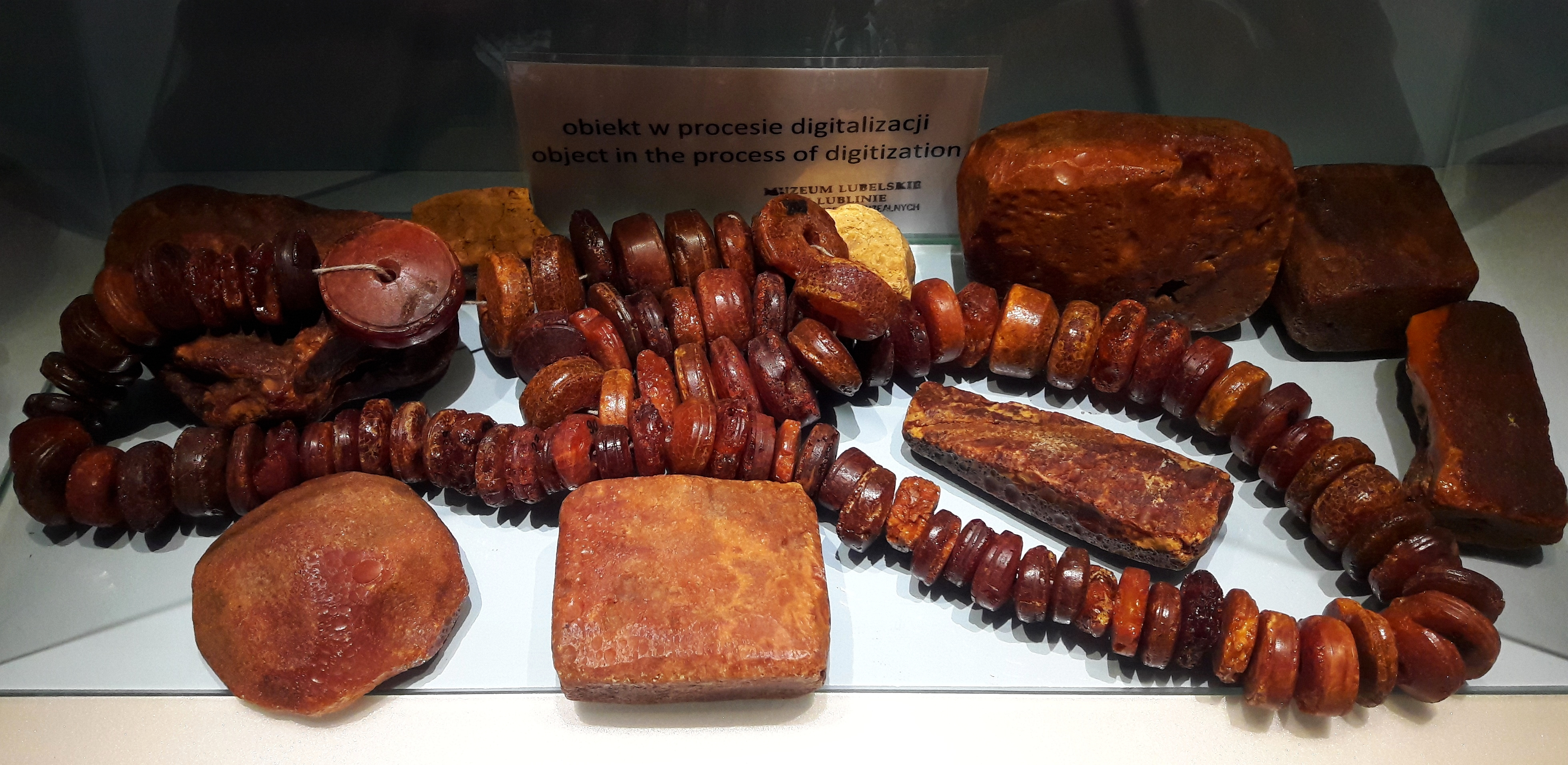
Скарб бурштину з Басоні
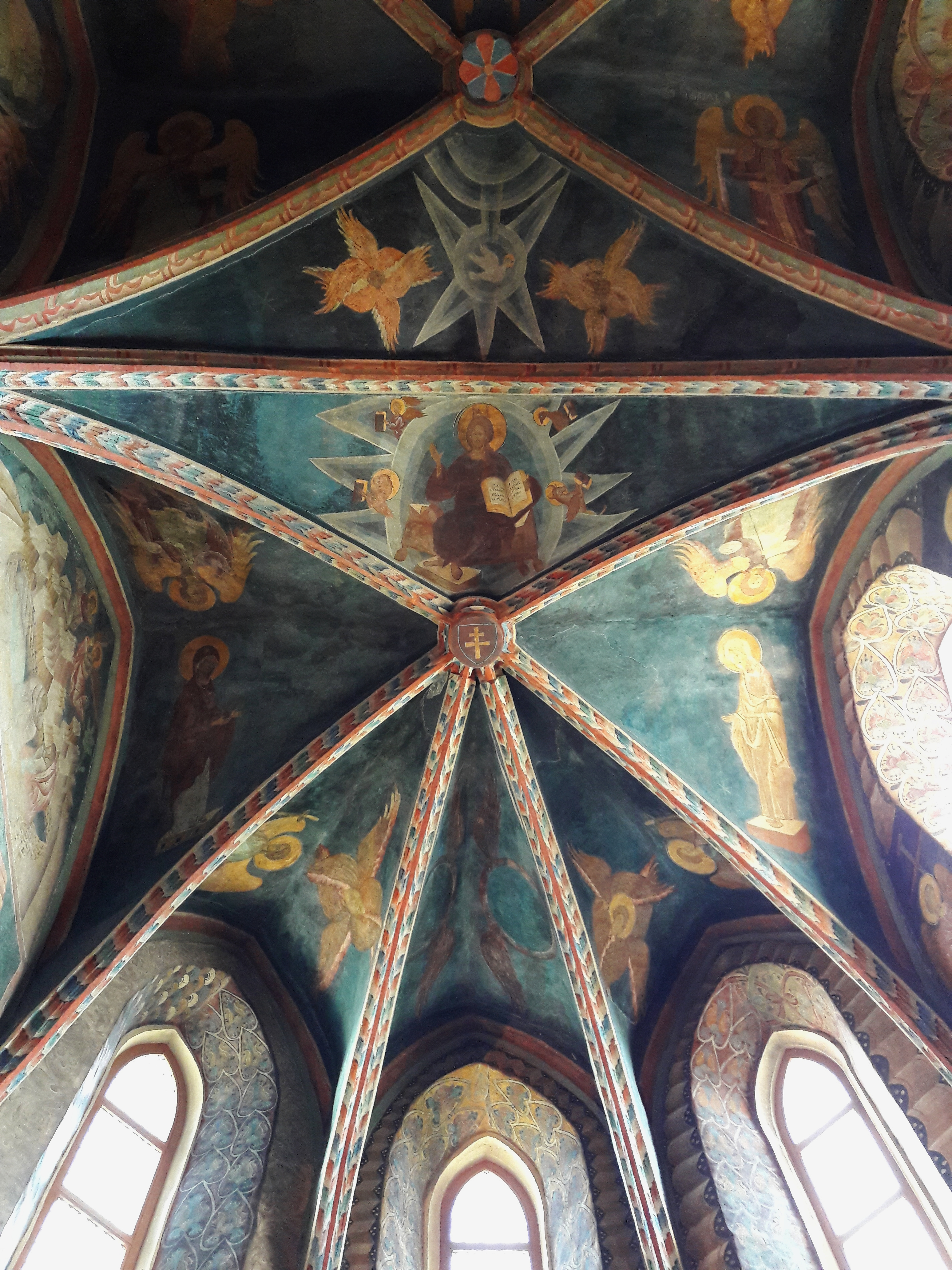
Готичне склепіння апсиди каплиці Святої Трійці
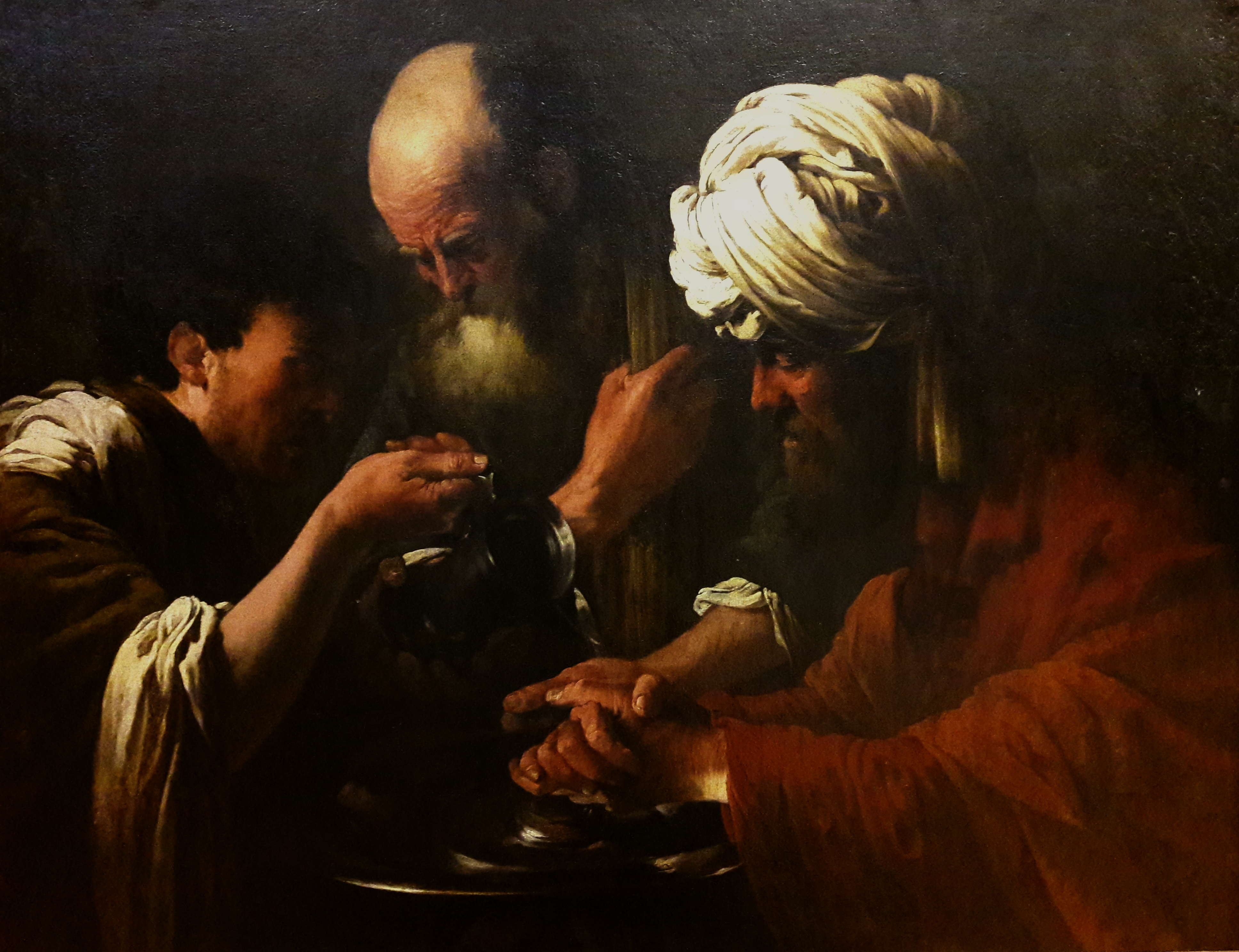
Пілат миє руки Гендрік Тербрюгген
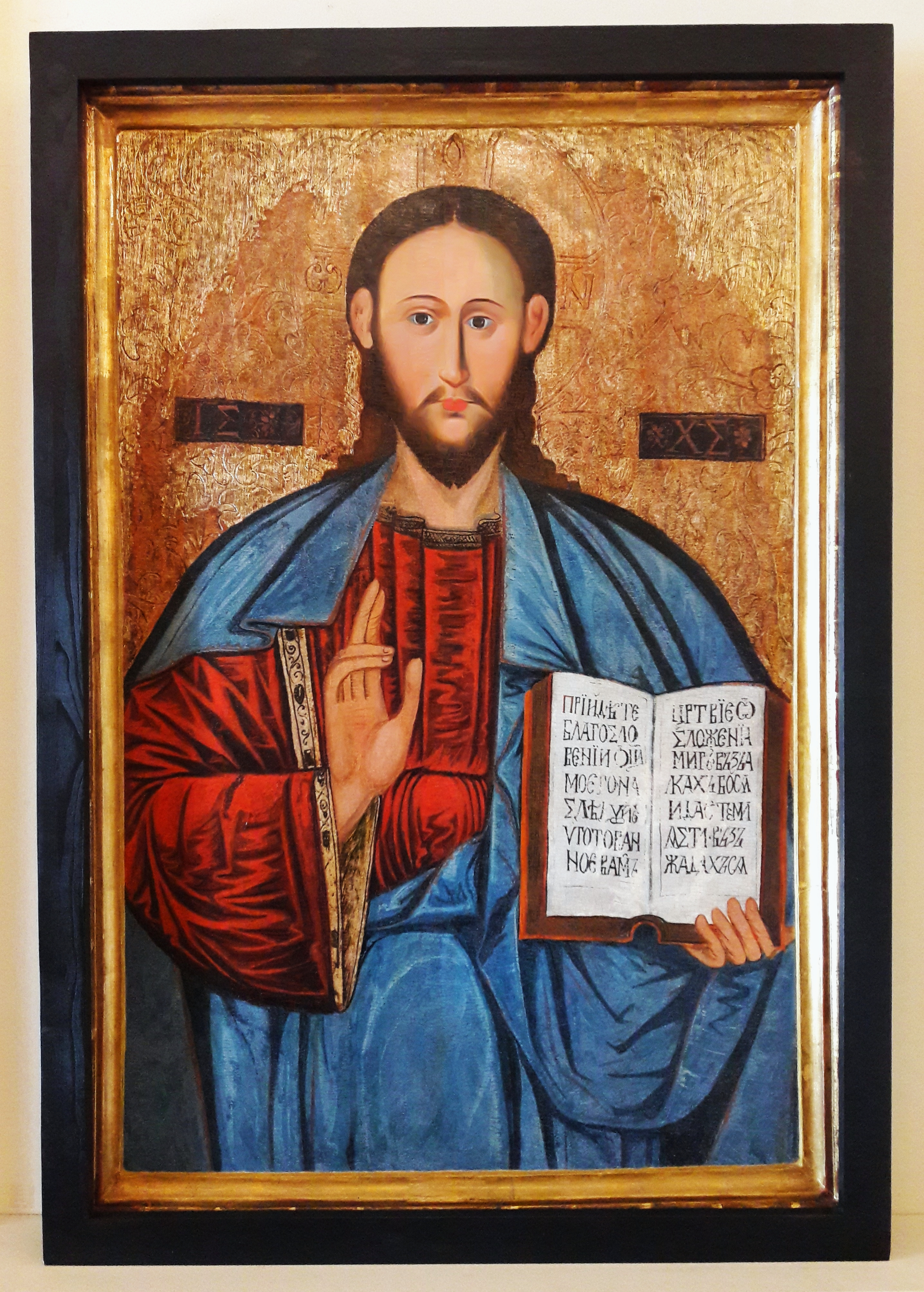
Пантократор з Кулаковіц
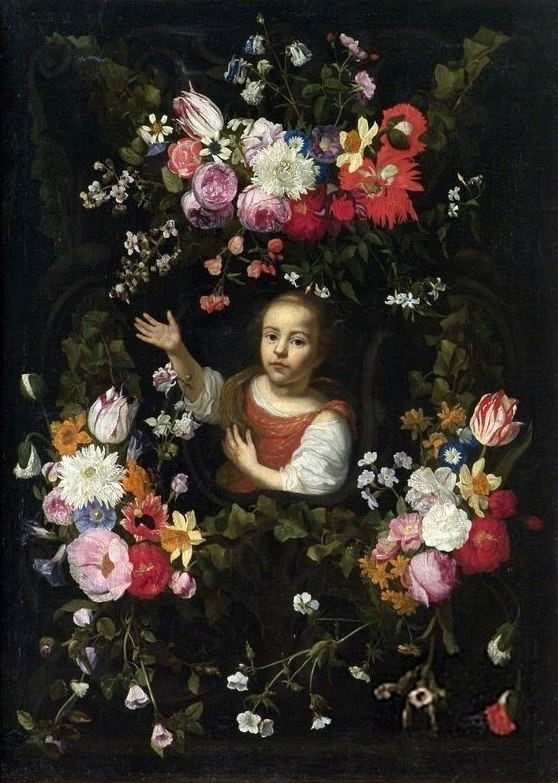
Дівчина в гірлянді квітів, Ян Філіп ван Тілен
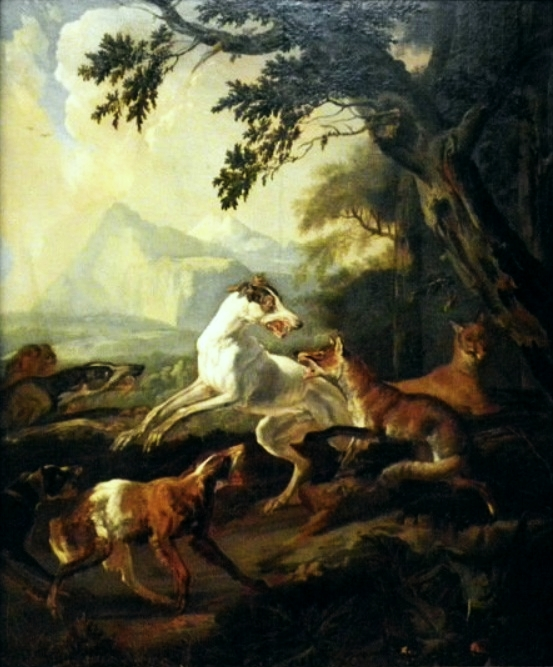
Боротьба собак з лисицями, Авраам Гондіус

## Зовнішні посилання
- Домашня сторінка
- Culture.pl